# 밈마 차볼리
밈마 차볼리(이탈리아어: Mimma Zavoli, 1963년 12월 13일 ~ )는 산마리노의 정치인이다. 2012년 산마리노 대평의회 의원으로 선출되었으며 2017년 4월 1일부터 10월 1일까지 산마리노의 집정관을 역임했다.